# Список вулиць Харкова (Д)
| Назва                          | Тип    | Довжина, м | Колишні назви                                  | Район(и)                       | Місцевість                            |
| ------------------------------ | ------ | ---------- | ---------------------------------------------- | ------------------------------ | ------------------------------------- |
| Дальній                        | пров.  | 70         |                                                | Салтівський                    | Євгенівка                             |
| Данилевського                  | вул.   | 1810       | Госпітальний провулок, вулиця 14-го З'їзду Рад | Шевченківський                 | Задержпром'я, Нагірний                |
| Даниленка                      | вул.   |            |                                                | Немишлянський                  | Кулиничі                              |
| Данилівський                   | узв.   | 240        |                                                | Київський                      | Селище Жуковського, Велика Данилівка  |
| 1-й Данилівський               | пр-д   | 280        |                                                | Київський                      | Селище Жуковського                    |
| 2-й Данилівський               | пр-д   | 360        |                                                | Київський                      | Селище Жуковського                    |
| Данська                        | вул.   |            | Челябінська                                    | Холодногірський                |                                       |
| Данський                       | пров.  |            | Челябінський                                   | Холодногірський                |                                       |
| Дарвіна                        | вул.   | 590        | Садово-Куликівська                             | Київський                      | Нагірний, Центр                       |
| Дарницька                      | вул.   | 290        | Ново-Мангубінська                              | Салтівський                    | Рашкіна Дача                          |
| Дача № 55                      | вул.   | 290        |                                                | Київський                      | Селище Жуковського, Помірки, Лісопарк |
| Дачна                          | вул.   | 510        |                                                | Новобаварський                 | Хвилинка, Нова Баварія                |
| Дачний                         | пров.  | 285        |                                                | Новобаварський                 | Хвилинка                              |
| Двадцять Другого Січня         | в-д    | 250        |                                                | Основ'янський                  | Жихор                                 |
| Двадцять Третього Серпня       | вул.   | 2510       |                                                | Шевченківський                 | Павлове Поле                          |
| Двадцять Третього Серпня       | пров.  | 260        |                                                | Шевченківський                 | Павлове Поле                          |
| Дванадцятого Квітня            | вул.   | 2710       | Біробіджанська                                 | Індустріальний                 | ХТЗ                                   |
| Дворічна                       | вул.   | 160        | Рильського                                     | Київський                      | Журавлівка                            |
| Дебальцівська                  | вул.   | 290        |                                                | Основ'янський                  | Основа                                |
| 92 (Дев'яносто Другої) бригади | вул.   | 1650       | Грицевця                                       | Індустріальний                 | Рогань                                |
| Дегтярьова                     | пров.  | 290        | Корнилівський, Балтійський                     | Слобідський                    | Металіст                              |
| Делегатська                    | вул.   | 170        |                                                | Немишлянський                  | Стара Салтівка, Ужгородська           |
| Делегатський                   | пров.  | 150        |                                                | Немишлянський                  | Стара Салтівка, Ужгородська           |
| Денчика                        | вул.   |            |                                                | Київський                      | Велика Данилівка                      |
| Деповська                      | вул.   | 740        |                                                | Основ'янський                  | Основа                                |
| 1-й Деповський                 | в-д    |            |                                                | Основ'янський                  | Основа                                |
| 2-й Деповський                 | в-д    | 165        |                                                | Основ'янський                  | Основа                                |
| 1-й Деповський                 | пров.  | 125        |                                                | Основ'янський                  | Основа                                |
| 2-й Деповський                 | пров.  | 230        |                                                | Основ'янський                  | Основа                                |
| Депутатська                    | вул.   | 840        |                                                | Індустріальний                 |                                       |
| Депутатський                   | пров.  | 140        |                                                | Індустріальний                 |                                       |
| Депутатський                   | в-д    | 150        |                                                | Індустріальний                 |                                       |
| Дерев'янка                     | вул.   | 3120       | Ново-Продольна                                 | Шевченківський                 | Павлове Поле, Сокільники, Лісопарк    |
| Державна                       | вул.   | 380        | Скобелевська                                   | Київський                      | Тюрінка                               |
| Деркачівська                   | вул.   | 270        |                                                | Шевченківський                 | Павлівка                              |
| Деснянський                    | пров.  | 180        |                                                | Салтівський                    | Стара Салтівка                        |
| Джанкойська                    | вул.   | 1370       |                                                | Шевченківський                 | Павлівка                              |
| Джерело                        | пров.  | 260        | Дроздовський                                   | Новобаварський                 | Москалівка, Нетеча                    |
| Джерельна                      | вул.   | 720        |                                                | Основ'янський                  | Качанівка, Добрі Бджоли               |
| Джерельний                     | пров.  | 115        |                                                | Основ'янський                  | Добрі Бджоли                          |
| Джутова                        | вул.   | 510        |                                                | Новобаварський                 | Нова Баварія                          |
| Джутовий                       | в-д    | 130        |                                                | Новобаварський                 | Нова Баварія                          |
| Джутовий                       | пров.  | 600        |                                                | Новобаварський                 | Нова Баварія                          |
| Дзюби                          | просп. | 1200       |                                                | Новобаварський                 | Нова Баварія                          |
| Дизайнерський                  | пров.  | 220        | Кладовищенський, Єпархіальний, Артема          | Київський                      | Нагірний                              |
| Дизельна                       | вул.   | 1040       |                                                | Слобідський Немишлянський      |                                       |
| Диканівська                    | вул.   | 1190       |                                                | Основ'янський                  | Верещаківка, Диканівка                |
| Диканьська                     | вул.   | 820        | Цегляна, Галини Нікітіної                      | Київський                      | Журавлівка                            |
| Динамівська                    | вул.   | 1380       |                                                | Шевченківський                 | Нагірний, Шатилівка, Центральний парк |
| Динамівський                   | пров.  | 155        |                                                | Холодногірський                | Залютине                              |
| Динамічний                     | пров.  | 465        |                                                | Холодногірський                | Іванівка                              |
| Дипломатичний                  | пров.  | 75         | Грибоєдова                                     | Новобаварський                 | Нова Баварія                          |
| Диспетчерська                  | вул.   | 470        |                                                | Основ'янський                  | Мереф'янка                            |
| Диспетчерський                 | в-д    | 205        |                                                | Основ'янський                  | Мереф'янка                            |
| Диспетчерський                 | пров.  | 750        |                                                | Основ'янський                  | Мереф'янка                            |
| Дитячий                        | пров.  | 190        |                                                | Холодногірський                | Лиса Гора                             |
| Дібровна                       | вул.   | 230        |                                                | Немишлянський                  | Центр                                 |
| Дівоча                         | вул.   | 230        | Дівоча, Демченка                               | Київський                      | Центр                                 |
| Дігтярна                       | вул.   |            | Дігтярна, Труфанова                            | Київський                      |                                       |
| Дігтярний                      | пров.  | 165        |                                                | Київський                      | Журавлівка                            |
| Дідро                          | вул.   | 1410       |                                                | Салтівський                    | Салтівка                              |
| Діловий                        | пров.  | 110        | Амурський                                      | Київський                      | Тюрінка                               |
| Дмитрівська                    | вул.   | 940        | Димитрова                                      | Холодногірський Новобаварський | Залопань                              |
| Дмитра Антоненка               | вул.   | 1180       | Мінська                                        | Шевченківський                 | Шатилівка                             |
| Дмитра Антоновича              | бул.   | 535        | Грицевця                                       | Індустріальний                 | Обрій                                 |
| Дмитра Вишневецького           | вул.   | 1620       | Дніпропетровська                               | Холодногірський                | Лиса Гора                             |
| Дмитра Вишневецького           | пров.  | 370        | Дніпропетровський                              | Холодногірський                | Лиса Гора                             |
| Дмитра Вишневецького           | пр-д   | 140        | Дніпропетровський                              | Холодногірський                | Лиса Гора                             |
| Дмитра Коцюбайла               | вул.   | 910        | Державінська                                   | Слобідський                    | Металіст                              |
| Дмитра Кочеткова               | вул.   | 660        | Цезаря Кюї                                     | Шевченківський                 | Олексіївка                            |
| Дмитра Міллера                 | вул.   | 190        | Піонерська                                     | Немишлянський район            | Немишля                               |
| Дмитра Шаповала                | вул.   |            | Углицький                                      | Київський                      |                                       |
| Дніпровська                    | вул.   | 710        |                                                | Слобідський                    | Металіст                              |
| Дністровська                   | вул.   | 900        |                                                | Індустріальний                 |                                       |
| Дністровський                  | б-р    |            |                                                | Індустріальний                 |                                       |
| Дністровський                  | в-д    |            |                                                | Індустріальний                 |                                       |
| Дністровський                  | пров.  | 130        |                                                | Новобаварський                 | Хвилинка                              |
| Добробуту                      | в-д    | 100        | Касимівський                                   | Новобаварський                 | Новоселівка                           |
| Добровольців                   | вул.   | 510        | Молодої Гвардії                                | Слобідський                    | Балашівка, Металіст                   |
| Добродецького                  | вул.   | 980        | Войкова                                        | Холодногірський                |                                       |
| Добродецького                  | пров.  |            |                                                | Холодногірський                |                                       |
| Добропільський                 | пров.  | 120        | Бакуніна                                       | Новобаварський                 | Новоселівка                           |
| Доброчинців                    | вул.   | 1630       | Дербентська                                    | Шевченківський                 | Павлове Поле, Павлівка                |
| Довгожданий                    | пров.  | 230        |                                                | Основ'янський                  | Основа                                |
| Довженка                       | вул.   | 1440       |                                                | Індустріальний                 | Чуніхи                                |
| Докучаєва                      | вул.   | 920        |                                                | Холодногірський                | Залютине                              |
| Докучаєва                      | вул.   | 820        |                                                | Індустріальний                 | Рогань                                |
| Долинний                       | пров.  | 330        |                                                | Київський                      | Журавлівка                            |
| Долинський                     | пров.  | 230        |                                                | Салтівський                    | Тюрінка                               |
| Домашній в'їзд                 | в-д    |            | Вешенський                                     | Основ'янський                  |                                       |
| Домобудівельна                 | вул.   |            |                                                | Основ'янський                  | Олексіївка                            |
| Донбасівський                  | пров.  | 475        |                                                | Холодногірський                |                                       |
| Донбасівський                  | пр-д   | 475        |                                                | Холодногірський                |                                       |
| Донецька                       | вул.   | 325        |                                                | Основ'янський                  | Верещаківка                           |
| Донецький                      | пров.  | 245        |                                                | Основ'янський                  | Левада, Захарків                      |
| Донузлавська                   | вул.   | 1170       | Пестеля                                        | Київський Салтівський          | Рашкіна Дача, Тюрінка                 |
| Донця-Захаржевського           | вул.   | 170        | Мало-Німецька, пров. Фрунзе                    | Київський                      | Центр                                 |
| Дорожна                        | вул.   | 335        |                                                | Основ'янський                  | Мереф'янка                            |
| Дорохівський                   | пров.  | 100        |                                                | Новобаварський                 | Карпівка                              |
| Дорошенківська                 | вул.   | 685        |                                                | Шевченківський                 | Павлівка                              |
| 1-й Дорошенківський            | в-д    | 430        |                                                | Шевченківський                 | Палівка                               |
| 2-й Дорошенківський            | в-д    | 295        |                                                | Шевченківський                 | Павлівка                              |
| 1-й Дорошенківський            | пров.  | 250        |                                                | Шевченківський                 | Павлівка                              |
| 2-й Дорошенківський            | пров.  | 190        |                                                | Шевченківський                 | Павлівка                              |
| Досвідний                      | пров.  | 320        |                                                | Шевченківський                 | Павлівка                              |
| Достатку                       | вул.   | 680        |                                                | Немишлянський                  | Немишля                               |
| Достатку                       | пров.  | 410        |                                                | Немишлянський                  | Немишля                               |
| Драгоманова                    | пров.  | 1030       | Раковського                                    | Немишлянський                  | 602м/р-н, Кулиничі                    |
| Драгомирівська                 | вул.   |            |                                                | Основ'янський                  | Аеропорт, Безлюдівка                  |
| Дрінова                        | вул.   | 190        | Благоєва                                       | Холодногірський                | Панасівка                             |
| Дробицька                      | вул.   |            |                                                | Індустріальний                 | Обрій                                 |
| Дробицький                     | пров.  |            |                                                | Індустріальний                 | Обрій                                 |
| Дрогобицька                    | вул.   | 700        | Костромська                                    | Холодногірський                | Лиса Гора                             |
| Дрогобицький                   | пров.  | 165        | Костромський                                   | Холодногірський                | Гиївка                                |
| Дрожжинська                    | вул.   |            |                                                | Київський                      | Селище Жуковського                    |
| Дружби                         | вул.   | 720        |                                                | Немишлянський                  | Немишля, Стара Салтівка               |
| 1-й Дружби                     | пров.  | 85         |                                                | Немишлянський                  | Немишля, Стара Салтівка               |
| 2-й Дружби                     | пров.  | 270        |                                                | Немишлянський                  | Немишля, Стара Салтівка               |
| 3-й Дружби                     | пров.  | 155        |                                                | Немишлянський                  | Немишля, Стара Салтівка               |
| Дружківський                   | в-д    | 210        | 1-й Омський                                    | Київський                      | Журавлівка                            |
| Дружна                         | вул.   | 485        |                                                | Київський                      | Селище Жуковського, Велика Данилівка  |
| 1-й Дружний                    | пров.  | 175        |                                                | Київський                      | Селище Жуковського, Велика Данилівка  |
| 2-й Дружний                    | пров.  | 150        |                                                | Київський                      | Селище Жуковського, Велика Данилівка  |
| Друкарська                     | вул.   | 1040       | Саратовська                                    | Основ'янський                  | Верещаківка                           |
| Дублінський                    | пр-д   | 390        | 6-й Зеленодільський проїзд                     | Індустріальний                 | Східний                               |
| Дубова Алея                    | вул.   |            |                                                | Шевченківський                 |                                       |
| Дубова                         | вул.   |            |                                                | Холодногірський                |                                       |
| 1-й Дубовий                    | пров.  |            |                                                | Холодногірський                |                                       |
| 1-й Дубовий                    | пров.  |            |                                                | Холодногірський                |                                       |
| Дудківська                     | вул.   | 1200       |                                                | Основ'янський                  | Дудківка, Диканівка                   |
| Дудинської                     | вул.   | 1570       | Наріманова                                     | Новобаварський                 | Холодна Гора, Новоселівка             |
| Дунайська                      | вул.   | 700        |                                                | Немишлянський                  | Стара Салтівка                        |
| Душкіна                        | вул.   | 1020       | Тухачевського                                  | Індустріальний                 | ХТЗ                                   |